# Федеральний захист
Федеральний захист (англ. Federal Protection) — бойовик 2002 року.

## Сюжет
Вирішивши відмовитися від брудного бізнесу, Френк здає своїх подільників поліції. Тепер він змушений жити під прикриттям федеральної програми захисту свідків — у нього нове ім'я і адреса. Між ним і молодою жінкою, що живе по сусідству, зав'язується роман. Але все це руйнується, коли його пасія впізнає в ньому злочинця і повідомляє про це своїй сестрі. За голову Френка мафія готова викласти 2 мільйони доларів. Вирішивши заробити грошей, її сестра починає свою гру. Опинившись під прицілом, Френк вимушений вибирати між своїм життям і життям своєї коханої.

## У ролях
- Арманд Ассанте — Френк Карбоні / Говард Ейкерс
- Анджела Фізерстоун — Лі Кіркіндейл
- Діна Мейер — Бутсі Кавандер
- Девід Липпер — Денні Кіркіндейл
- Френк Чісарін — Сід
- Тоні Калабретта — Паскуале «Петсі» Ділепсі
- Марк Камачо — Джозеф Пагноззі
- Стівен П. Парк — Чонг Сун
- Чіп Чуіпка — маршал Дональд Пауерс
- Денні Бланко — маршал Чак Стюрдевант
- Максим Рой — Марджорі Ваттс
- Анатолій Зінов'єв — Тедді
- Майкл Филипович — Джонні
- Карл Алаккі — Джіо Броджіанто
- Марія Бертран — Вікі Броджіанто
- Боб Бабинські — диктор
- Ерамелінда Бокур — репортер Квентіна Сміт
- Річард Жютра — молодий поліцейський
- Сюзанна Ленір — жінка на барбекю 1
- Марко Ассанте — Wiseguy 1
- Ентоні Гікокс — вбивця 1
- Свен Ерікссон — вбивця 2
- Доун Форд — камердинер
- Крістофер Б. МакКейб — чоловік на іподромі
- Міріам Семюелс — стара жінка з собакою
- Карл Креве — Крук
- Донні Фалсетті — приятель Френка